# Skúvoy
Skúvoy is een centraal gelegen eiland in de Faeröer met een oppervlakte van 10 km², gelegen ten zuiden van Sandoy. De naam komt van de grote aantallen skua, een meeuwensoort, op het eiland. Er zijn twee bergen: Knúkur (392 meter) en Heyggjurin Mikli (391 meter).
Er is één bewoonde plaats op het eiland die ook de naam Skúvoy heeft en aan de oostkust gelegen is. Er woonden in juni 2018 22 personen. De pest heeft hier in de veertiende eeuw lelijk huis gehouden, slechts één vrouw, Rannvá, overleefde de epidemie van de Zwarte Dood. Haar huis staat nog steeds in Skúvoy.
Sigmundur Brestisson, de held van de Færeyinga Saga woonde ook in Skúvoy.

## Transport
Het eiland is te bereiken via een veerdienst vanuit Sandoy die twee keer per dag vaart. Drie keer per week vliegt er ook een helikopter op het eiland vanaf Vágar. Op 24 september 2017 werden plannen gepresenteerd om het zuidelijke eiland Suðuroy te verbinden met de rest van de Faroër. Het plan behelst twee tunnels: Een van Suðuroy naar Skúvoy en een tunnel van Skúvoy naar Sandoy. Deze tunnels zouden respectievelijk 17,2 en 9 kilometer lang moeten worden. De tunnel zou gerealiseerd kunnen worden na de voltooiing van de Sandoyartunnilin. Als de plannen worden geïmplementeerd, zal 99% van de Faeröer-bevolking via het wegennet verbonden zijn. 

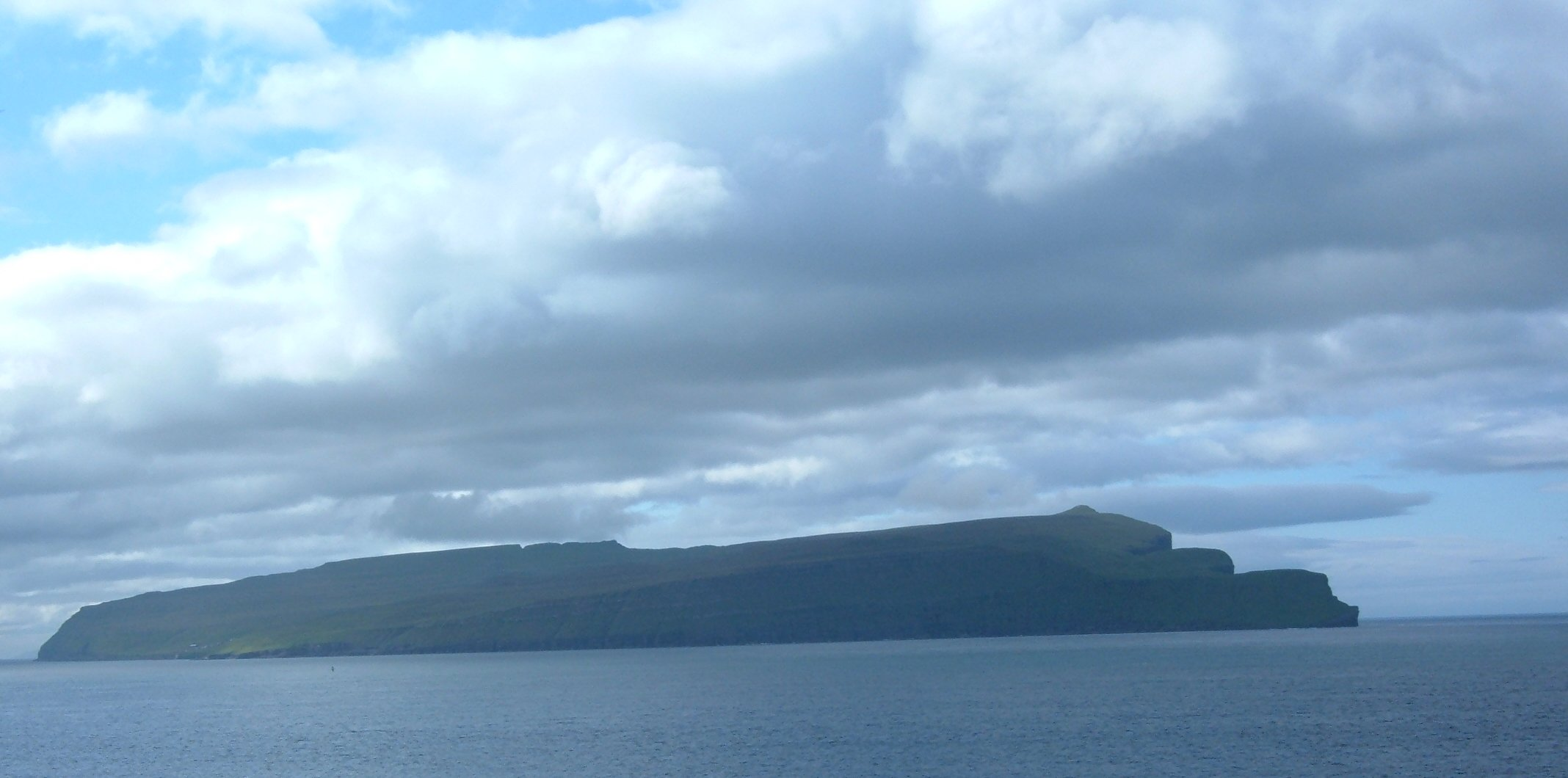
Skúvoy, gezien vanaf Sandoy

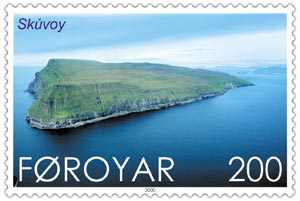
Postzegel met een afbeelding van Skúvoy